# Convolvulus dregeanus
Convolvulus dregeanus är en vindeväxtart som beskrevs av Jacques Denys Denis Choisy. Convolvulus dregeanus ingår i släktet vindor, och familjen vindeväxter. Inga underarter finns listade i Catalogue of Life.